# Subterrene
Subterrene (en Latín: Subterrina y en Ruso: Подземная лодка) es un vehículo que viaja bajo tierra (a través de la tierra y la roca sólida) de la misma forma en que un submarino se desplaza bajo el agua, ya sea por perforación mecánica o por derretimiento en su camino de desplazamiento hacia delante.
En los trabajos de tunelado, la subterrene utiliza una fuerte presión hacia delante con enormes cantidades de calor para penetrar a través de la roca. La parte frontal de la máquina está equipada con una punta de taladro estacional que se mantiene entre 1300-1700 grados Fahrenheit. Los restos de roca fundida de la perforación inmediatamente se convierte en un material parecido a un cristal y cubre el diámetro interior del túnel, creando un túnel con paredes lisas, suaves y cristalizadas, supuestamente de vidrio. 
Enormes cantidades de energía se necesitan para calentar la cabeza perforadora, que se suministra a través de energía nuclear o electricidad. Todo esto está marcado en contraste con la tuneladora tradicional; sin embargo, casi ambos alcanzan los mismos resultados. Las patentes publicadas en los años 70 por científicos del Laboratorio Nacional de Los Álamos indican que los científicos estadounidenses habían planeado utilizar la energía nuclear para licuar el metal de litio y difundirlo en la parte delantera de la máquina (taladro).

## Ventajas
- En teoría, los túneles pueden ser construidos mucho más baratos y mucho más rápido debido a su reducida complejidad, los costes de equipamiento y los gastos generales de funcionamiento.

- Un buen túnel formado por una pared de cristal forrado es creado como resultado del proceso. Esto puede reducir aún más los costes y proporciona una barrera de aislamiento con base y una estructura de apoyo.

## Desventajas
- Se trata de diseños patentados en los Estados Unidos para utilizar energía nuclear, que no es, por lo general, bien recibida por la población de los Estados Unidos por diferentes motivos.
- Estas máquinas inherentemente utilizan una gran cantidad de energía.
- Los registros de funcionamiento y la seguridad son desconocidos.